# Harderwykenburg
De Harderwykenburg in Leer, Nedersaksen, Duitsland is een van de oudste nog bestaande kastelen van Oost-Friesland. Het werd kort na 1450 gebouwd in de stijl van een middeleeuws steenhuis. 
Het oorspronkelijke gebouw, in de vorm van een toren, werd gebouwd uit kloostermoppen. Het meet 8,09 bij 11,13 meter. De buitenmuren zijn tussen de 0,96 en 1,23 meter dik. Later kwam er een aanbouw die tussen 1860 en 1890 werd vervangen door een twee verdiepingen hoge extensie.
De eerste eigenaar van het kasteel was waarschijnlijk Hayo Unken, een kleinkind van Focko Ukena. In 1588 trouwde Dietrich Harderwyk Armgard met een dochter van Hayo Unken IV. Het kasteel wordt sindsdien 'Harderwykenburg' genoemd, daarvoor stond het bekend als de 'Unkenburg'.
In 1788 ging het bezit van het gebouw over van Carl Stephan von Schilling, naar Carl Gustav, Baron zu Inn und Knyphausen. Diens nakomelingen wonen er anno 2020 nog steeds.
De kenmerkende grijze stuclaag op de gevel die dateerde uit de negentiende eeuw is in 2021 verwijderd.
De burcht wordt bewoond en is niet te bezichtigen.